# 柚子茶

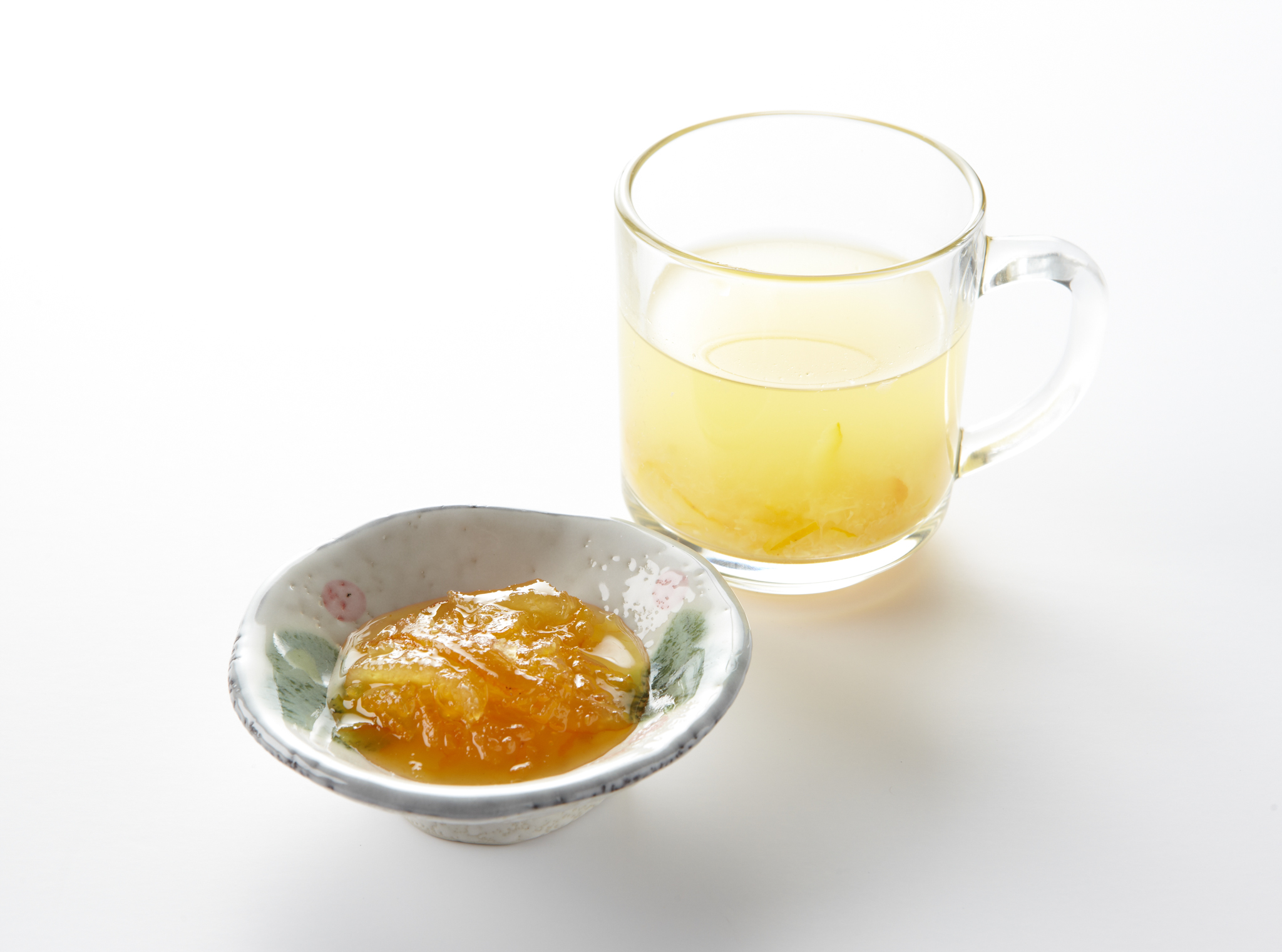
ユズ茶

柚子茶（ゆずちゃ）はユズを原料とした茶外茶。ユズの果皮や果肉を砂糖漬けにして湯に入れる。韓国ではユズを砂糖や蜂蜜漬けにしたユジャチョン（유자청/柚子清）が市販されているほか各家庭でも作り、湯に入れてユジャチャ（유자차/柚子茶）として飲む。果皮や果実を加熱せず砂糖漬けにするユズの利用法は韓国に特有のものであり、果汁や生の果肉・果皮を主に利用する日本とは異なる。

## 製法
ユズは洗浄して乾燥させ、果皮を切って果肉を分ける。果皮はせん切りにし、果肉は維管束や種子、果心付近を取り除いてきざむ。工業生産の場合は果肉を入れないので、果汁を圧搾してから果肉は種子とともに除去する。果皮と果肉それぞれに砂糖を加え、蜂蜜とともに混合して瓶詰めすると1か月ほどで食べごろとなる。
8キログラムのユズ果実からは約7キログラムの果肉と果皮が得られ、そこに計8キログラムの砂糖と蜂蜜を加える。工業生産品では、クエン酸や食用ゲルを加えることもある。このようにして得られたジャム状のペーストもユジャチャと呼ばれることがある。これを湯に溶いてユズ茶として飲む。

## 民間療法

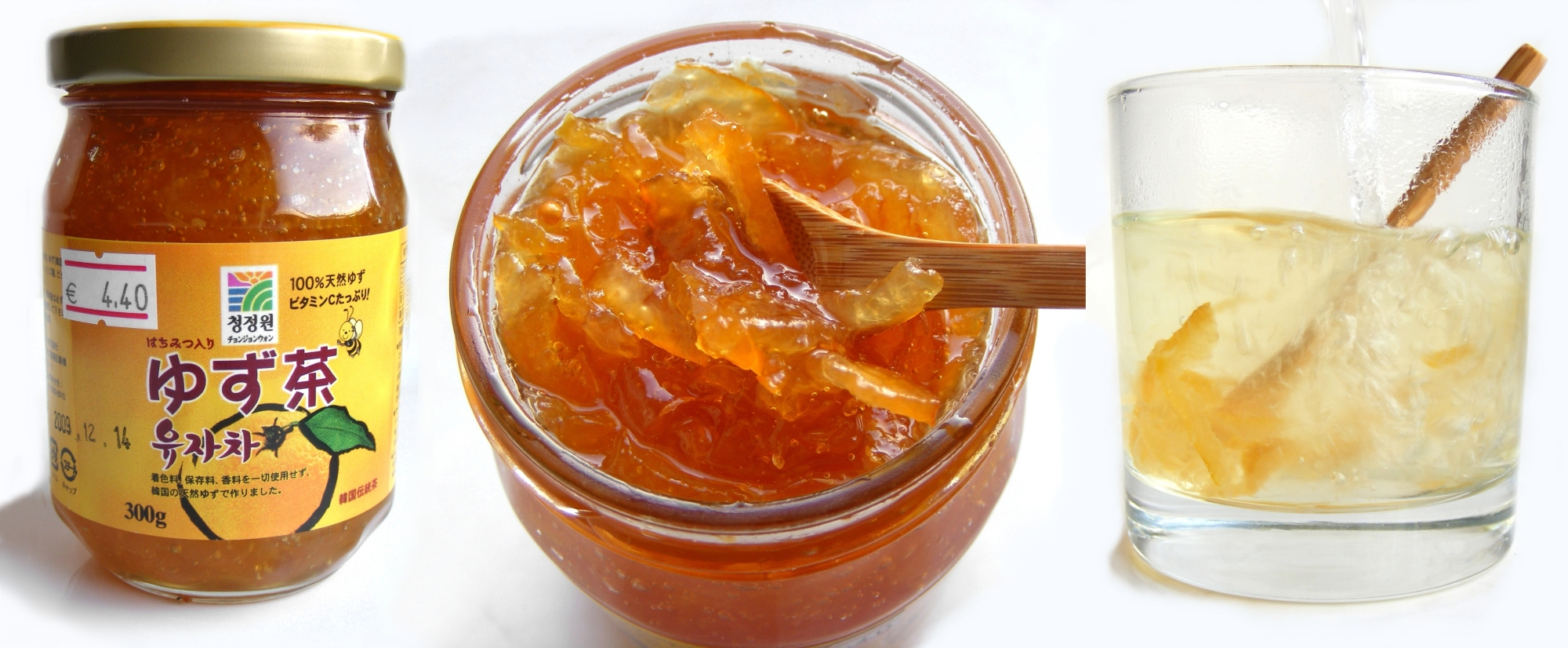
瓶詰のユズ茶

民間療法においては、血行の促進、疲労回復、消化不良の改善などの効果があるとされる。
ユズに含まれるリモネンなどの香気成分はアドレナリンの分泌を促して気分の改善や血行の促進に、ヘスペリジンも血行の促進に、それぞれ効果がある。クエン酸などの有機酸は疲労回復の効果を示すとされる。